# Carnot (cráter)

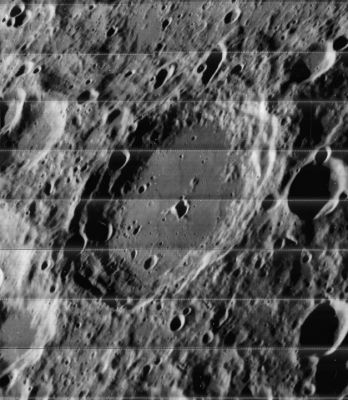
Instantánea desde la sonda Lunar Orbiter 5

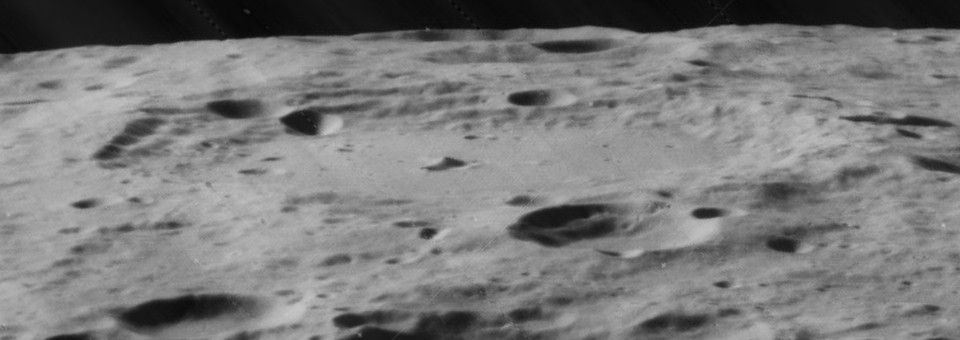
Vista rasante del cráter desde el Lunar Orbiter 5

Carnot es un gran cráter de la parte norte de la cara oculta de la Luna. Se introduce en el borde meridional de la gran llanura amurallada del cráter Birkhoff. Al oeste-suroeste de Carnot aparece el cráter Paraskevopoulos.
El borde exterior de Carnot tiene una forma algo hexagonal, sobre todo en la mitad sur. El borde norte tiene una pared interior irregular, mientras que la cara sur está aterrazada y tiene un borde exterior más agudo. Presenta un ligero hundimiento a lo largo del extremo sureste del brocal, produciendo un saliente en el perímetro. La pared interior occidental incluye tres pequeños cráteres superpuestos en forma de copa.
Dentro del brocal, el suelo del cráter es plano y nivelado, al menos en comparación con el accidentado terreno exterior. Justo al sureste del punto medio del cráter se halla el pico central. El piso interior está marcado por numerosos pequeños cráteres, el más prominente de los cuales es poco profundo y está situado cerca de la pared interna sur.

## Cráteres satélite
Por convención estos elementos son identificados en los mapas lunares poniendo la letra en el lado del punto medio del cráter que está más cerca de Carnot.
|        | \| Carnot \| Coordenadas \| Diámetro \| \| ------ \| ------------------------------- \| -------- \| \| F \| 52°30′N 138°54′O / 52.5, -138.9 \| 35 km \| |          |
| Carnot | Coordenadas | Diámetro |
| F      | 52°30′N 138°54′O / 52.5, -138.9 | 35 km    |